# Dambou

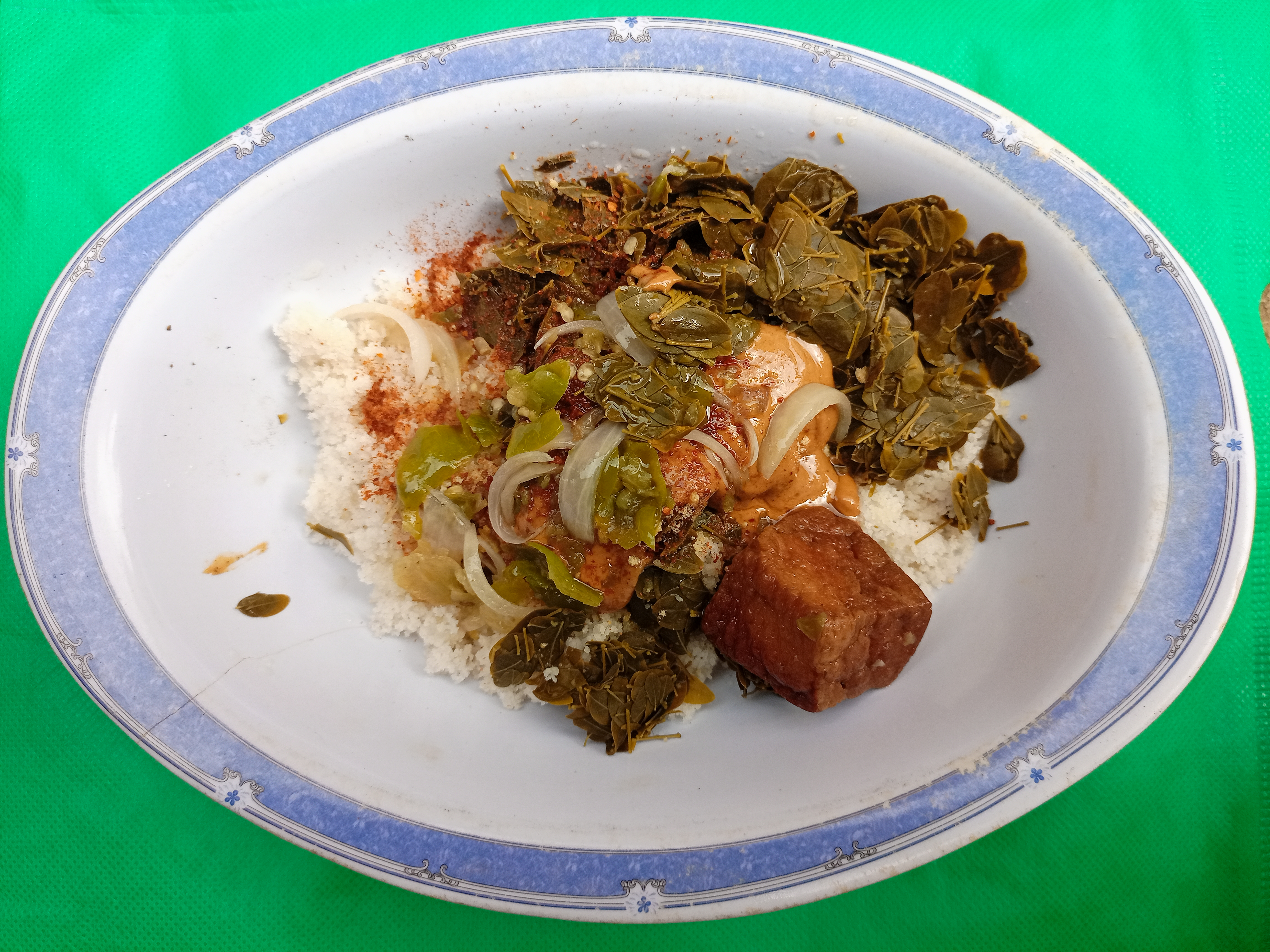
Dambou

Le dambou est un plat originaire du Niger à base de céréales et de moringa.
C'est une variante de couscous,, dont l'origine remonte à l'influence des Maghrébins, Maures et Musulmans.
Il est consommé à tout moment mais plus spécialement lors de certaines cérémonies de réjouissances telles que les baptêmes de nouveau-nés et les mariages. On retrouve aussi ce plat dans la gastronomie du Nord-Bénin. Il peut être cuisiné de différentes manières mais la base reste souvent la même,,,.
De nos jours, il est commercialisé non seulement dans les restaurants mais aussi dans les rues et marchés, principalement par des femmes.

## Préparation
Le dambou se prépare selon l'envie et la volonté du cuisinier. Pour un plat simple, on utilise la plupart du temps soit : de la farine de riz ou de la semoule de blé dure fine (semoule de couscous) ou du couscous de mil ou de blé, ou du couscous de maïs, que l'on cuit à vapeur pendant 20 à 30 minutes et à laquelle on ajoute des épinards et des feuilles de moringa, de l'oignon, du piment, du sel, du bouillon, de l'huile d'arachide, de la viande, du poisson ou du niébé comme accompagnement,,,,.